# Live at the Showbox
A Live at the Showbox a Pearl Jam harmadik DVD-je, az első olyan videókiadványuk, amely egy teljes koncertet rögzített.

## Áttekintés
A felvétel 2002. december 6-án készült a banda szülővárosában, Seattle-ben. Ez a koncert volt a második a Riot Act-turnéra bemelegítő négy koncert közül. A DVD csak az együttes honlapján beszerezhető.

## Számok
1. "Elderly Woman Behind the Counter in a Small Town"
2. "Off He Goes"
3. "Thumbing My Way"
4. "Thin Air"
5. "Breakerfall"
6. "Green Disease"
7. "Corduroy"
8. "Save You"
9. "Ghost"
10. "Cropduster"
11. "I Am Mine"
12. "Love Boat Captain"
13. "Gods' Dice"
14. "1/2 Full"
15. "Daughter"/"War"
16. "You Are"
17. "Rearviewmirror"
18. "Bu$hleaguer"
19. "Insignificance"
20. "Better Man"
21. "Do the Evolution"
22. "Yellow Ledbetter"
23. "Soon Forget"
24. "Don't Believe In Christmas"

## Alkotók
- Mike McCready – gitár
- Matt Cameron – dob
- Eddie Vedder – ének, gitár
- Stone Gossard – gitár
- Jeff Ament – basszusgitár
- Boom Gaspar – Hammond B3, Fender Rhodes
- Operatőrök: Liz Burns, Steve Gordon, Kevin Shuss
- Szerkesztette: Steve Gordon
- Mixelte: Brett Eliason
- A felvételt készítette: John Burton
- Hangszerkesztés: Ed Brooks a RFI CD Mastering-nél
- Dizájn és elrendezés: Brad Klausen